# Caliraya-See
Der Caliraya-See ist ein künstlich angelegter Stausee und liegt in der Provinz Laguna, in der Region CALABARZON auf den Philippinen.

## Lage
Der See liegt in der südlichen Sierra Madre auf einer Höhe von 365 Metern über dem Meeresspiegel. Die philippinische Hauptstadt Manila liegt etwa 110 km nordwestlich des Sees und ist in rund zweieinhalb Stunden erreichbar. Der Caliraya-See ist aufgrund der kühleren Höhenlage ein beliebtes Ausflugsziel für einheimische und ausländische Touristen, besonders in den heißen Sommermonaten. Der See ist 8 Mal 3 Kilometer groß und hat einen Umfang von 30 Kilometern.

## Nutzung
Die Anlage des Caliraya-Sees gehört zusammen mit der Anlage des Lumot-Sees zu einem Projekt zur Stromerzeugung im Wasserkraftwerk Caliraya. Das Ingenieurscorps der US-Army begann in den späten 1930er Jahren mit dem Bau der Staumauer des Caliraya-Sees. Während des Zweiten Weltkrieges war der Damm das Ziel von Sabotageakten der Guerilla und konnte erst 1953 fertiggestellt werden. Bis in die 1970er Jahre entwickelte sich der See zu einem wichtigen Naherholungsgebiet der Metropolregion. In den 1980er Jahren setzte jedoch ein erheblicher wirtschaftlicher Niedergang ein, als die Nuevo Ejército del Pueblo das Gebiet um den See zeitweise unter ihre Kontrolle bekam. Seit Anfang der 1990er Jahre erholt sich der Fremdenverkehr wieder.